# Man of War Passage
Man of War Passage ist ein Meeresarm an der Westküste von Great Barrier Island im Norden von Neuseeland.

## Geographie
Die Man of War Passage besitzt eine Flächenausdehnung von rund 1,2 km² und befindet sich südlich von Kaikoura Island zwischen der Insel und der bis zu 205 m hohen Halbinsel, die die südliche Begrenzung der Passage bildet. Der Meeresarm besitzt eine Länge von rund 2,4 km und öffnet sich nach Westen hin zum Cradock Channel auf eine Breite von rund 700 m. Die östliche Seite der Passage besetzt eine rund 620 m breite Öffnung zum Naturhafen Port Fitzroy. Südlich der Passage grenzt die bis zu 850 m breite und 1,1 km lange Oneura Bay an, die auch unter dem Namen Red Cliff Cove bekannt ist.